# Erhard Busek
Erhard Busek (Viena, 25 de março de 1941 – 13 de março de 2022) foi um político austríaco do Partido Popular Austríaco (ÖVP), que serviu como vice-chanceler de 1991 a 1995 e ministro da Ciência e Pesquisa de 1989 a 1994. Também foi o advogado Coordenador Especial do Pacto de Estabilidade para o Sudeste da Europa, diretor do Instituto para a região do Danúbio e Europa Central, presidente do Fórum Europeu Alpbach, reitor da Fachhochschule Salzburg e membro do conselho da iniciativa para dar uma alma à Europa.

## Obras
- Busek/Peterlik, "Die unvollendete Republik", 1968, Verlag für Geschichte und Politik
- Busek/Wilflinger, "Demokratiekritik - Demokratiereform", 1971
- E. Busek, C. Festa und J. Görner: "Auf dem Weg zur qualitativen Marktwirtschaft", Oldenbourg München 1975, ISBN 3-486-44351-8
- E. Busek (Hrsg.): "Mut zum aufrechten Gang. Beiträge zu einer anderen Art von Politik.", Herold Wien 1983, ISBN
- Erhard Busek, Emil Brix:"Projekt Mitteleuropa", Ueberreuter Wien 1986, ISBN 3-8000-3227-9
- Elisabeth Welzig (Hrsg.): "Erhard Busek - Ein Porträt", Böhlau Wien 1992, ISBN
- Erhard Busek:"Heimat Politik mit Sitz im Leben", Braintrust Wien 1994, ISBN 3-901116-10-9
- Erhard Busek, Rudolf Bretschneider: "Mensch in Wort. Reden und Aufsätze", Ed. Atelie Wien 1994, ISBN 3-85308-004-9
- Rudolf Bretschneider, Peter Bochskanl (Hrsg.): "Mensch im Wort - Erhard Busek - Reden und Aufsätze", Atelier 1994, ISBN 3-85308-004-9
- Erhard Busek:"Mitteleuropa : Eine Spurensicherung", Kremayr & Scheriau Verlag Wien 1997, ISBN 3-218-00633-3
- Erhard Busek (Hrsg.), Martin Schauer: "Eine europäische Erregung. Die "Sanktionen" der Vierzehn gegen Österreich im Jahr 2000. Analysen und Kommentare",Böhlau Verlag 2000, ISBN 3-205-77121-4
- Erhard Busek: "Der Grenzgänger : Festschrift für Hans Marte",Wieser Verlag  2000, ISBN 3-85129-323-1
- Georg Winckler, Konrad P Liessmann, Hans U Erichsen, Erhard Busek: "Die Zukunft der Universität",Wuv 2000, ISBN 3-85114-551-8
- Erhard Busek: "Zentraleuropa Almanach, Ungarn", Molden 2002, ISBN 3-85485-070-0
- Erhard Busek: "Österreich und der Balkan", Molden 2002, ISBN 3-85485-020-4
- Erhard Busek: "Offenes Tor nach Osten", Molden 2003, ISBN 3-85485-092-1
- Erhard Busek, Werner Mikulitsch: "Die europäische Union auf dem Weg nach Osten",Molden 2003, ISBN 3-85129-405-X
- Erhard Busek, Dagmar Abfalter: "Kultur und Wirtschaft", Studien Verlag  2004, ISBN 3-7065-1906-2
- Erhard Busek: "Zu wenig, zu spät. Europa braucht ein besseres Krisenmanagement", edition Körber-Stiftung 2007, ISBN 978-3-89684-131-5